# Tilaka

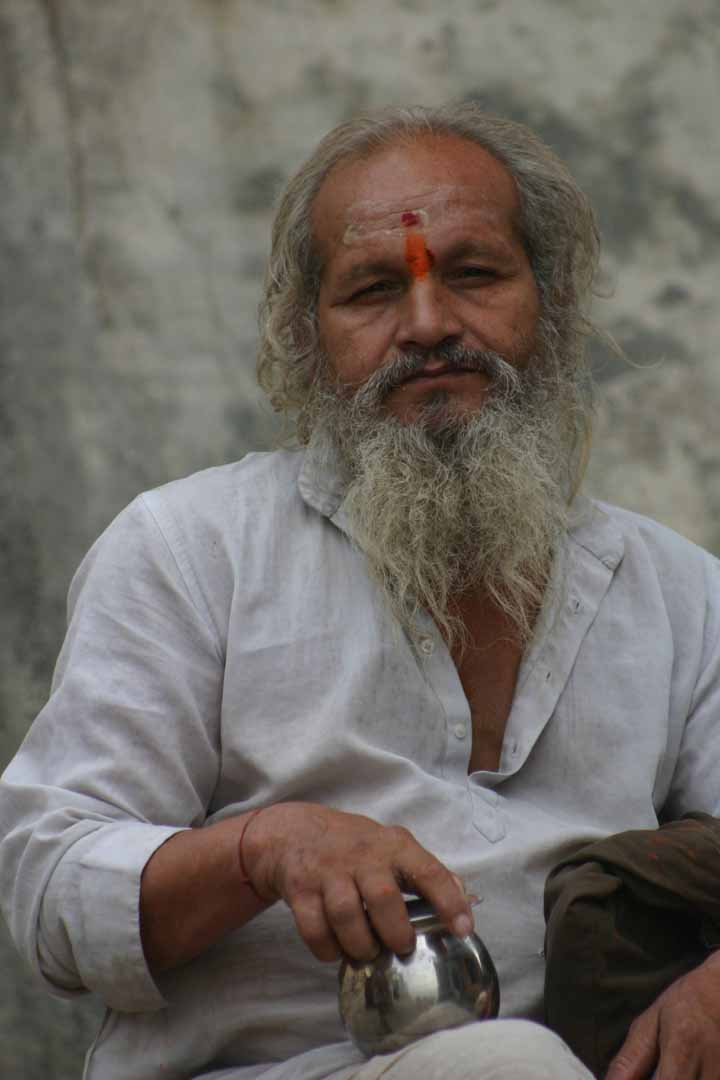
Mann mit Tilaka

Tilaka (Sanskrit: तिलक, m. = Zeichen, Markierung) oder umgangssprachlich Tika (Hindi: m., टीका, ṭīkā) nennt man die verschiedenen Segenszeichen, die Hindus oft auf der Stirn tragen. Man tupft etwa mit roten Pigmenten einen Segenspunkt auf oder bekommt ihn als Abschluss nach einer hinduistischen Zeremonie oder zu anderen besonders feierlichen Anlässen. In tantrischen Richtungen des Hinduismus steht diese Variante für Kraft, markiert das an dieser Stelle vermutete Energiezentrum, das „dritte Auge“, und schützt es.
Ein Tilaka oder Tika kann rund oder länglich sowie als waagerechter oder senkrechter Strich aufgetragen werden. Bevorzugte Farben sind Rot (Sindoor) oder Gelb (Kumkum bzw. Kurkuma). Oft ist er aber auch schwarz aus einem Ruß-Butter-Gemisch, hell aus Asche oder Sandelpaste oder in einer der unzähligen anderen Variationen. Frauen, Männer und Kinder werden damit gesegnet.
Einige Tilakas weisen auf die Religionszugehörigkeit hin: Während etwa die Anhänger Shivas drei waagrechte Striche in verschiedenen Variationen tragen (Tripundra) – oft aus Asche, Vibhuti –, malen Vishnu-Verehrer ein U-ähnliches Zeichen – also senkrechte Linien, beispielsweise aus Sandelholzpaste – auf die Stirn, das bis auf die Nasenwurzel reicht. Jene, die Gottes weibliche Form, Shakti, verehren, bevorzugen den roten Stirnpunkt. Mischformen dieser Zeichen findet man häufig. Tilakas können auch an anderen Teilen des Körpers aufgemalt werden.
Der Übergang vom Tilaka oder Tika als Segenszeichen zur speziell weiblichen Variante, dem dekorativen Bindi, ist fließend. Trotz einer in Europa weit verbreiteten Vermutung ist keiner dieser Stirnpunkte ein Kastenzeichen.

## Weblinks

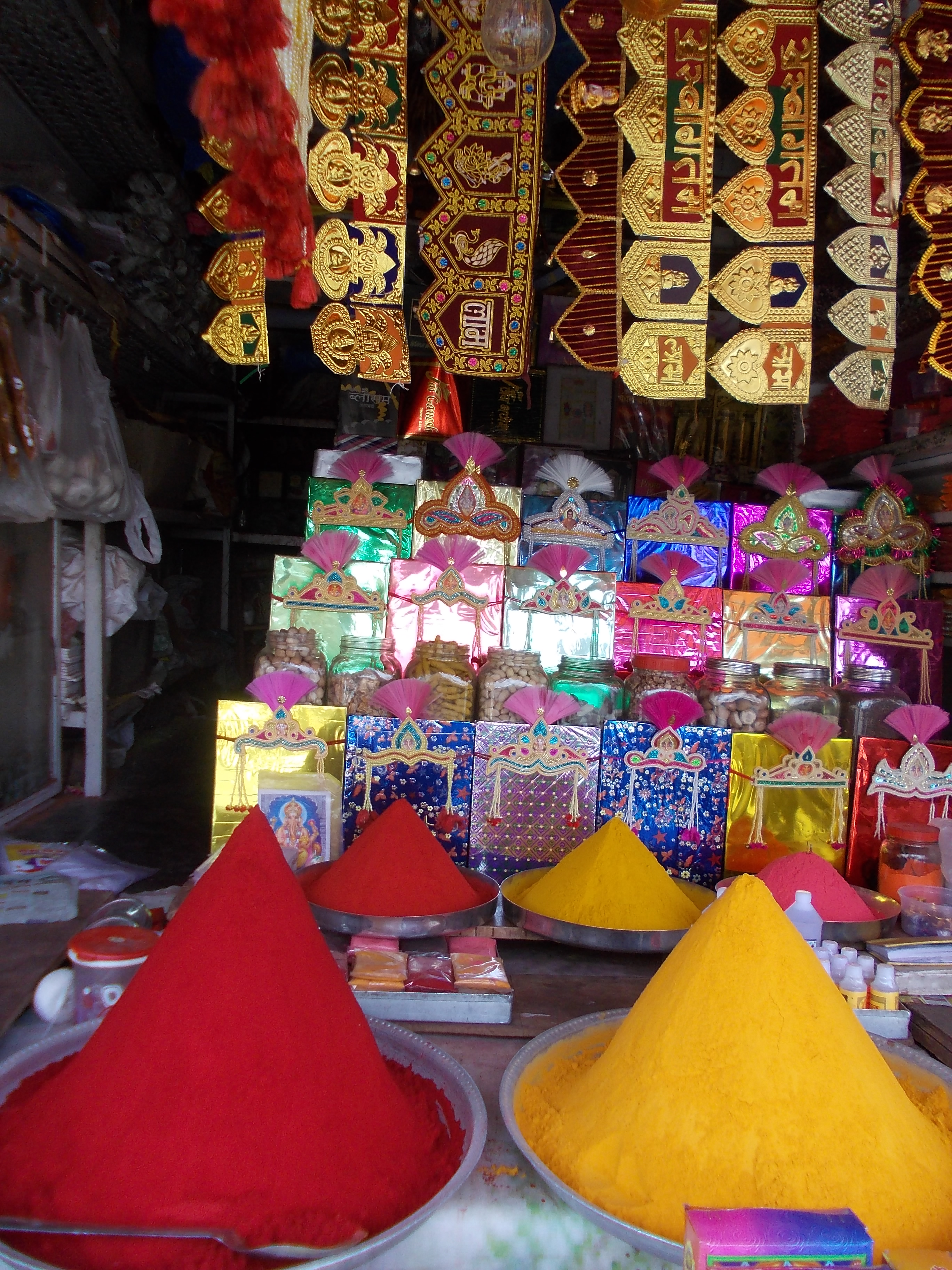
Sindoor und Kurkuma in einem Straßenverkauf
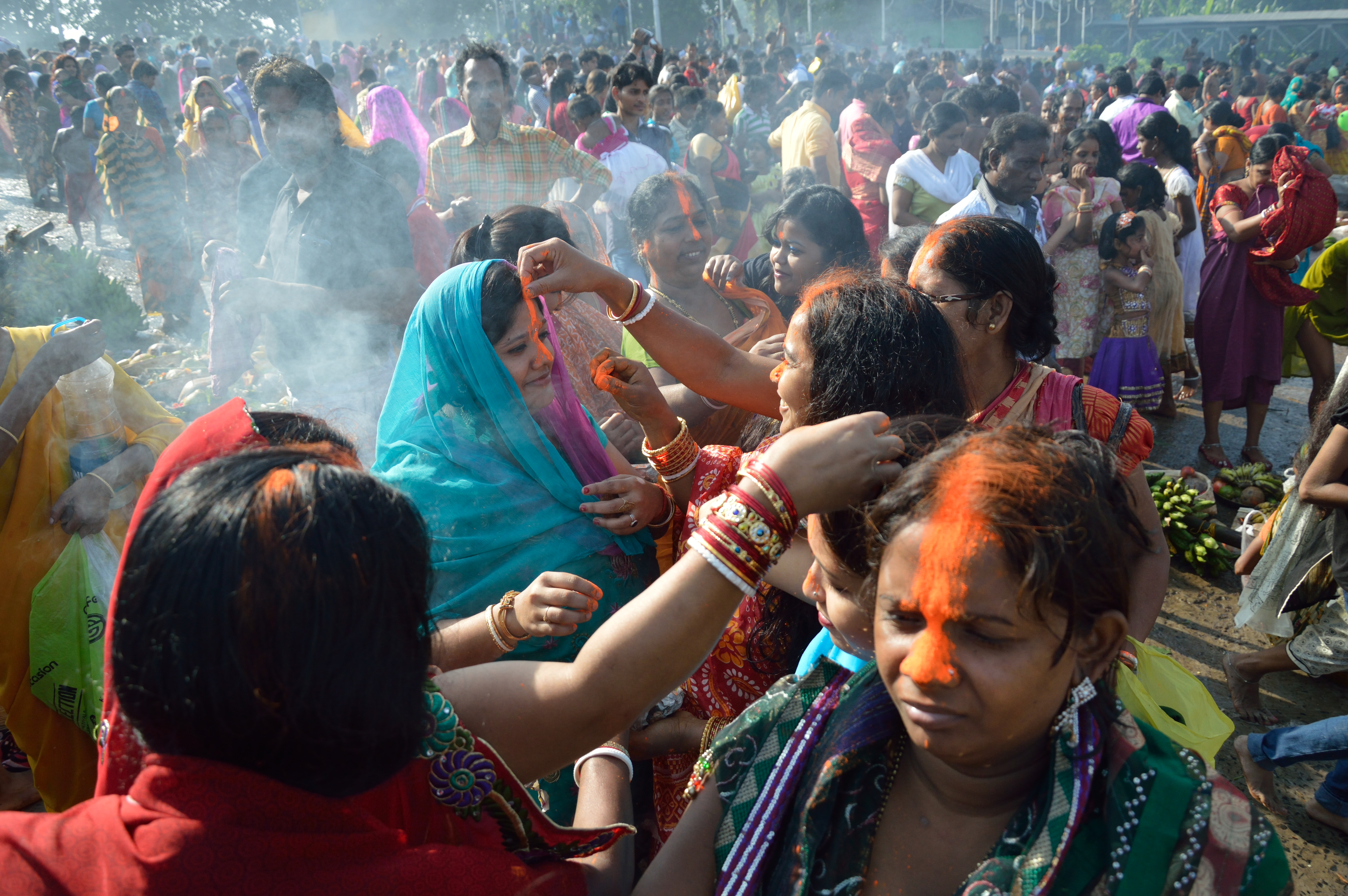
Chhath Puja Zeremonie in Kalkutta
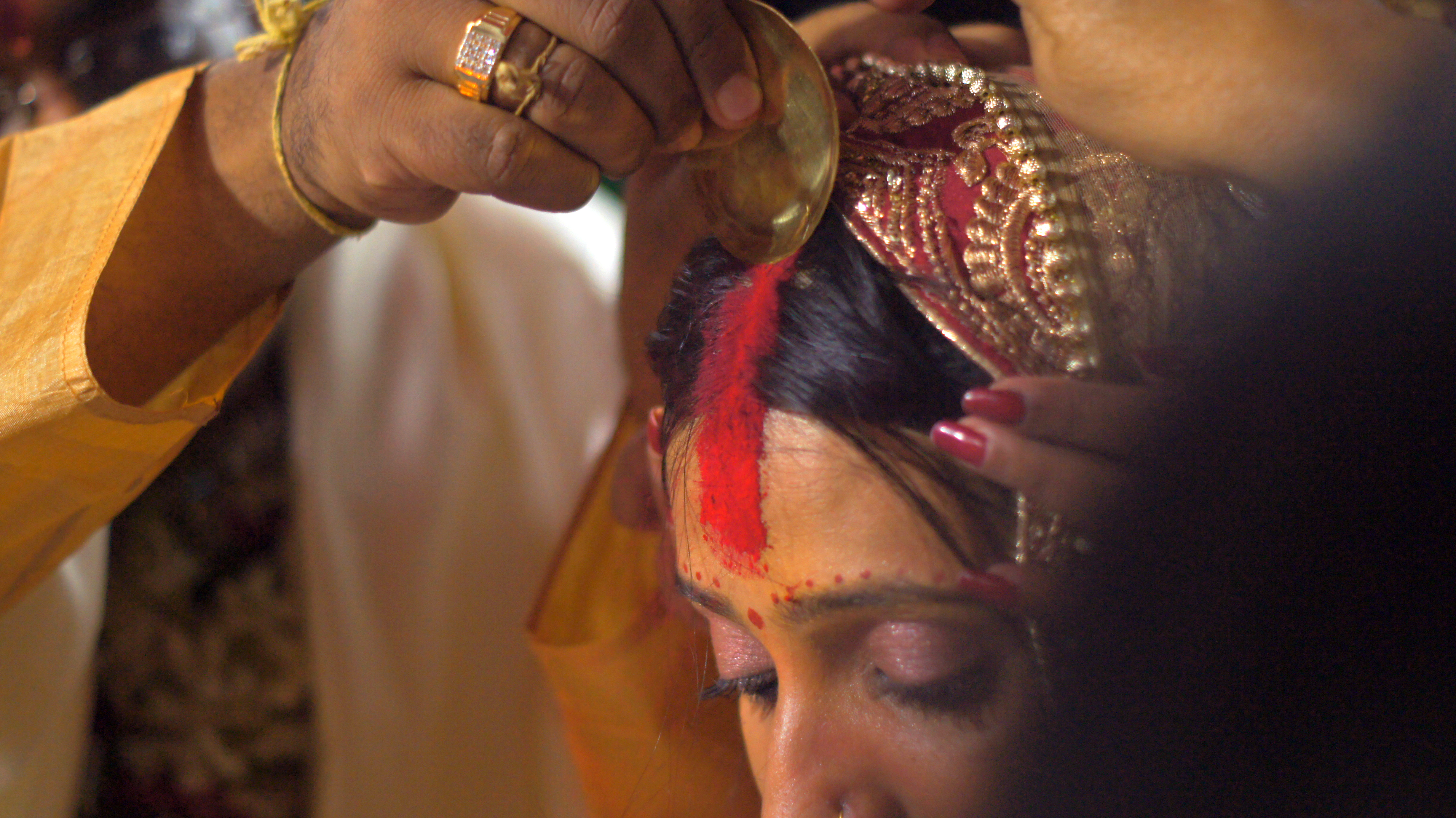
Das Auftragen von Sindoor bei einer Hindu-Hochzeitsfeier
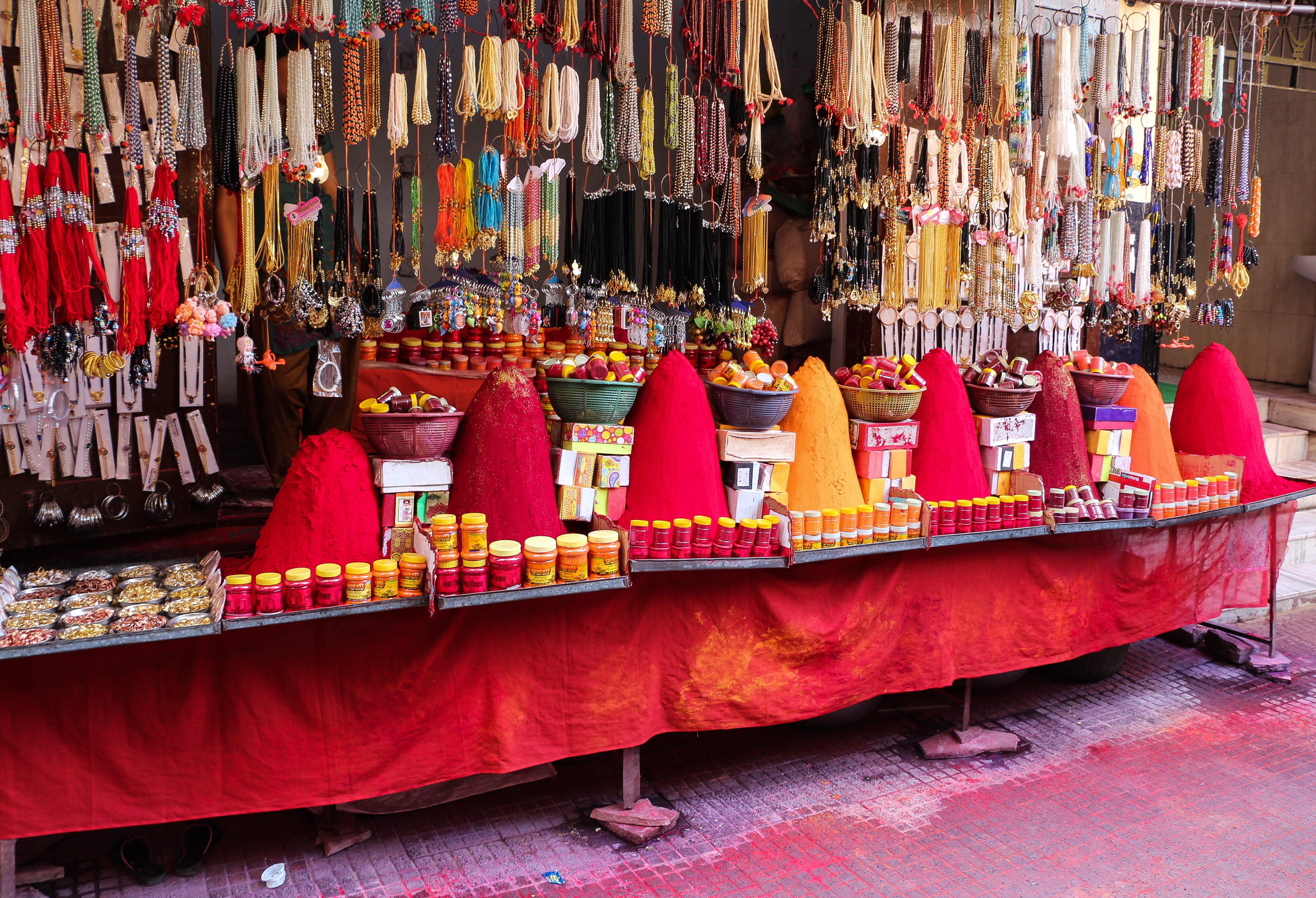
Verkauf von Sindoor in Omkareshwar